# Sinagoga de Dubrovnik
La Antigua sinagoga en Dubrovnik, Croacia, es una de las sinagogas sefardíes más antiguas todavía en uso en el mundo. Fue fundada en 1352, pero obtuvo estatus legal en la ciudad en 1408. De propiedad de la comunidad judía local, el piso principal todavía funciona como lugar de culto en los días santos y ocasiones especiales; sin embargo, actualmente, es fundamentalmente un museo que alberga numerosos utensilios rituales judíos y objetos de siglos de antigüedad.
Forma parte del conjunto monumental que conforma la ciudad antigua de Dubrovnik, que fue declarado Patrimonio de la Humanidad en 1979.

## Ubicación
Localizada en una de las numerosas estrechas calles de la ciudad antigua de Dubrovnik, está conectada al edificio vecino que ha sido desde hace mucho tiempo propiedad de la familia Tolentino, quienes han cuidado la sinagoga durante siglos. La disposición interna es distinta de otras sinagogas europeas, ha experimentado numerosas reconstrucciones a lo largo del tiempo y tiene una mezcla de diseños de diferentes épocas. El edificio ha soportado daños en varias ocasiones, como el gran temblor de 1667, la Segunda Guerra Mundial y la Guerra de Croacia en los años 1990. Los daños han sido reparados, de forma que fuera lo más cercano posible al diseño original, y desde 1997 está reabierta al público. Cuenta con un pequeño museo que contiene muchos objetos de la historia de la comunidad judía en la ciudad.